# 台湾の原子力発電所
台湾の原子力発電所（たいわんのげんしりょくはつでんしょ）では、台湾の原子力発電所について説明する。
アジアの中で日本についで早期に原子力発電所が建設された台湾（中華民国）では、台湾電力公司が3カ所に2基ずつ、計6基を稼働させている。すべてが、ウェスティングハウス・エレクトリックまたはゼネラル・エレクトリックによる米国製であり、いずれも戦後の戒厳令下に建設、稼働された。
実質的に日本からの輸出となった台湾第四原子力発電所が建設中であるが、計画から30年、建設から10年を超えてもなお完成していない。

## 一覧
| 発電所 | 原子炉 | 出力(MW) | 出力(MW) | 起工日         | 臨界開始日     | 商業発電開始日 | 運転終了日     | 備考 |
| 発電所 | 原子炉 | ネット値 | グロス値 | 起工日         | 臨界開始日     | 商業発電開始日 | 運転終了日     | 備考 |
| ------ | ------ | -------- | -------- | -------------- | -------------- | -------------- | -------------- | ---- |
| 第一   | 一号炉 | 604      | 636      | 1972年06月02日 | 1977年11月16日 | 1978年12月10日 | 2018年12月06日 | BWR  |
| 第一   | 二号炉 | 604      | 636      | 1973年12月07日 | 1978年12月19日 | 1979年07月15日 | 2019年07月16日 | BWR  |
| 第二   | 一号炉 | 948      | 985      | 1975年11月19日 | 1981年05月21日 | 1981年12月28日 | 2021年12月27日 | BWR  |
| 第二   | 二号炉 | 948      | 985      | 1976年03月15日 | 1982年06月29日 | 1983年03月16日 | 2023年03月14日 | BWR  |
| 第三   | 一号炉 | 919      | 956      | 1978年08月21日 | 1984年05月09日 | 1984年07月27日 | N/A            | PWR  |
| 第三   | 二号炉 | 922      | 958      | 1979年02月21日 | 1985年02月25日 | 1985年05月18日 | N/A            | PWR  |
| 第四   | 一号炉 | 1300     | 1350     | 1999年03月31日 | N/A            | N/A            | N/A            | ABWR |
| 第四   | 二号炉 | 1300     | 1350     | 1999年08月30日 | N/A            | N/A            | N/A            | ABWR |